# Centro de nueve puntos

Un triángulo que muestra su circunferencia circunscrita y su circuncentro (negro); alturas y ortocentro (rojo); y círculo de nueve puntos y centro de nueve puntos (azul)

En geometría, el centro de nueve puntos es un centro triangular, un punto definido a partir de un triángulo dado de una manera que no depende de la ubicación o la escala del triángulo. Se llama así porque es el centro del círculo de nueve puntos, un círculo que pasa a través de nueve puntos significativos del triángulo: los puntos medios de los tres lados, los pies de las tres alturas y los puntos a medio camino entre el ortocentro y cada uno de los tres vértices. El centro de nueve puntos figura como punto X(5) en la Enciclopedia de Centros del Triángulo de Clark Kimberling.

## Propiedades
El centro de nueve puntos N se encuentra en la recta de Euler de su triángulo, en el punto medio entre el ortocentro H del triángulo y el circuncentro O. El centroide G también se encuentra en la misma recta, a 2/3 del camino desde el ortocentro al circuncentro. En consecuencia 
{\displaystyle NO=NH=3NG.}
Por lo tanto, si se conocen dos de estos cuatro centros triangulares, las posiciones de los otros dos pueden determinarse a partir de ellos. 
Andrew Guinand demostró en 1984, como parte de lo que ahora se conoce como el problema de determinación del triángulo de Euler, que si las posiciones de estos centros se dan para un triángulo desconocido, entonces el incentro del triángulo se encuentra dentro del círculo ortocentroidal (el círculo que tiene el segmento del centroide al ortocentro como su diámetro). El único punto dentro de este círculo que no puede ser el incentro es el centro de nueve puntos, y cualquier otro punto interior del círculo es el incentro de un triángulo único.
La distancia desde el centro de nueve puntos al incentro I satisface que 
{\displaystyle IN<{\tfrac {1}{2}}IO,}
{\displaystyle IN={\tfrac {1}{2}}(R-2r)<{\frac {R}{2}},}
{\displaystyle 2R\cdot IN=OI^{2},}
donde R y r son el circunradio y el inradio respectivamente. 
El centro de nueve puntos es el circuncentro del triángulo medial del triángulo dado; el circuncentro del triángulo órtico del triángulo dado; y el circuncentro del triángulo de Euler. Más generalmente, es el circuncentro de cualquier triángulo definido a partir de tres de los nueve puntos que definen el círculo de nueve puntos. 
El centro de nueve puntos se encuentra en el centroide de cuatro puntos: los tres vértices del triángulo y su ortocentro.
Las rectas de Euler de los cuatro triángulos formados por un sistema ortocéntrico (un conjunto de cuatro puntos de manera que cada uno es el ortocentro del triángulo con vértices en los otros tres puntos) son concurrentes en el centro de nueve puntos común a todos los triángulos. : p.111 
De los nueve puntos que definen el círculo de nueve puntos, los tres puntos medios de los segmentos de recta entre los vértices y el ortocentro son los reflejos de los puntos medios del triángulo sobre su centro de nueve puntos. Por lo tanto, el centro de nueve puntos forma el centro de una simetría central que asigna el triángulo medial al triángulo de Euler, y viceversa.
Según el teorema de Lester, el centro de nueve puntos se encuentra en un círculo común con otros tres puntos: los dos puntos de Fermat y el circuncentro.
El punto de Kosnita de un triángulo, un centro del triángulo asociado con el teorema de Kosnita, es el conjugado isogonal del centro de nueve puntos.

## Coordenadas
Las coordenadas trilineales del centro de nueve puntos son
{\displaystyle {\begin{aligned}&\cos(B-C):\cos(C-A):\cos(A-B)\\={}&\cos A+2\cos B\cos C:\cos B+2\cos C\cos A:\cos C+2\cos A\cos B\\={}&\cos A-2\operatorname {sen} B\operatorname {sen} C:\cos B-2\operatorname {sen} C\operatorname {sen} A:\cos C-2\operatorname {sen} A\operatorname {sen} B\\={}&bc[a^{2}(b^{2}+c^{2})-(b^{2}-c^{2})^{2}]:ca[b^{2}(c^{2}+a^{2})-(c^{2}-a^{2})^{2}]:ab[c^{2}(a^{2}+b^{2})-(a^{2}-b^{2})^{2}].\end{aligned}}}
Las coordenadas baricéntricas del centro de nueve puntos son
{\displaystyle {\begin{aligned}&a\cos(B-C):b\cos(C-A):c\cos(A-B)\\={}&a^{2}(b^{2}+c^{2})-(b^{2}-c^{2})^{2}:b^{2}(c^{2}+a^{2})-(c^{2}-a^{2})^{2}:c^{2}(a^{2}+b^{2})-(a^{2}-b^{2})^{2}.\end{aligned}}}
Por lo tanto, si y solo si dos de los ángulos de vértice difieren entre sí en más de 90°, una de las coordenadas baricéntricas es negativa y, por lo tanto, el centro de nueve puntos está fuera del triángulo. 